# Sofiane Oumiha
Sofiane Oumiha (Toulouse, 23 de dezembro de 1994) é um pugilista francês.
Estreante em 2013 nos Jogos do Mediterrâneo, representou seu país no peso levo masculino no boxe nos Jogos Olímpicos de Verão de 2016. Na fase final, perdeu para o brasileiro Robson Conceição, mas garantiu a segunda posição na competição.